# Mesoclemmys tuberculata
Mesoclemmys tuberculata là một loài rùa trong họ Chelidae. Loài này được Luederwaldt mô tả khoa học đầu tiên năm 1926.